# 부동표
부동표(浮動票, 영어: swing vote)는 선거때마다 지지하는 후보와 정당을 바꾸거나 일정한 선거일이 올때까지 지지하는 후보와 정당이 정해지지 않은 불투명한 투표이다. 영미권에서는 부동층 유권자들을 스윙 보터(swing voter) 또는 마음이 흔들리는 유권자라는 뜻을 가진 플로팅 보터(floating voter)라고 한다.
부동표는 선거에 출마한 후보와 정당의 막판 승부를 가르는 중요한 변수이다. 선거에서 누구에게 투표해야 할지 결정하지 못하는 유권자들은 지지하는 정당, 정치인이 없는 사람들로서 그때그때의 정치 상황이나 맘에 드는 정책에 따라 투표를 하곤 한다. 이들의 표로 한순간에 판이 뒤집힐 수 있기 때문에 선거에서 중요한 열쇠 역할로 어마어마한 영향력을 가지고 있다.

## 같이 보기
- 무당파
- 무소속